# Vilém Mathesius
Vilém Mathesius, češki jezikoslovec, literarni zgodovinar in anglist, * 3. avgust 1882, Pardubice, Bohemija, Avstro-Ogrska (zdaj Češka), † 12. april 1945, Praga.
Znan je kot soutemeljitelj vplivnega Praškega lingvističnega krožka. Mathesius je živel in delal v Pragi v začetku  dvajsetega stoletja, ko je Češkoslovaška delovala kot zavetišče intelektualcev v srednji Evropi. Njegova začetna dela so bila pionirska dela na področju sinteze in sinhronega pristopa proučevanja jezikov in diahronega pristopa pri proučevanju zgodovine in razvoja jezika skozi čas. Na ta način je Mathesiusu uspelo vzdrževati pomembnost funkcije v komunikaciji. Skupaj z drugimi lingvisti, z Romanom Jakobsonom in Nikolajem Trubezkojem je v Praškem krožku razvil »tematsko analizo strukture« kot metodo proučevanja razmerij med temo stavka in splošno temo diskurza. Njegovo delo je zaradi tega dobilo dinamično oziroma interaktivno komponento, saj je poslušalec ali bralec  na tak način v neprestanem stiku z besedilom - da vsako posamezno enoto besedila vidi v kontekstu celotnega diskurza.

## Življenje
Po uspešnem doktoratu iz germanistike in romanskih jezikov je leta 1909 začel poučevati na Karlovi univerzi v Pragi in kasneje postal prvi profesor angleškega jezika in literature leta 1912. Njegov brat Bohumil je bil profesor filozofije na isti univerzi, publicist, prevajalec in pesnik.
Opravljal je razna raziskovanja na področju slovnice, fonetike in stilistike angleškega in češkega jezika. Precej ga je zanimalo tudi delo v splošni lingvistiki, jezikovni kulturi in kulturi nasploh.  Dela, ki jih je opravljal na področju sintaksa in besednem redu, se opredeljujejo kot pionirska. Leta 1926 je soustanovil Praški lingvistični krožek in mu predsedoval do smrti. Umrl je 12. aprila 1945 v Pragi.

## Delo
Mathesius je bil dejaven na raznih področjih, ki se navezujejo na lingvistiko. Najbolj znano delo je bilo njegovo predavanje »O potencialnosti jezikovne pojave« (O potenciálnosti jevů jazykových) v letu 1911, kjer je poudaril pomembnost sinhronega jezikovnega proučevanja. Izdal je tudi dve knjigi »Zgodovine angleške literature« (Dejiny anglicke literatury) v letih 1910-15. Mathesius je avtor številnih del o angleščini, češkem jeziku in o splošnem jezikoslovju.  Med drugim je znan tudi kot ustanovitelj teorije »členitve po aktualnosti«. Kasnejša dela so bila povezana z ustanovitvijo Praškega lingvističnega krožka, podrobneje pa se je posvetil sintaksi, semantiki in strukturi diskurza.

## Praški lingvistični krožek
Leta 1920 se je Mathesius srečal z Romanom Jakobsonom in prišel v stik z drugačno tradicijo. Kmalu zatem so tudi drugi ruski jezikoslovci prispeli v Prago: P. N. Bogatirev, S. I. Kartsevski in Nikolaj Trubeckoj. Kartsevski, ki je bil profesor ruščine na ženevski univerzi, je s sabo pripeljal znanje iz predavanj Ferdinanda de Saussurja v Prago. Povezali so se tudi z nemškima jezikoslovcema Henrikom Beckerjem in F. Slottyjem.
Kasneje so se jim pridružili tudi B. Trnka, B. Havranek in Jan Mukaržovsky. Hoteli so ustanoviti klub oziroma skupino za diskusije, čemur je sledilo predavanje Henrika Beckerja z naslovom »Der europaische Sprachgeist«, 26. oktobra 1926, ko je bil Praški lingvistični krožek ustanovljen. V začetku so imeli predvsem občasna srečanja, ki so se kasneje spremenila v redna srečanja, predavanja in kasneje objave v revijah, kar jih je povzdignilo v položaj ene izmed najvplivnejših jezikoslovnih študijskih šol.

## Dela
- Mathesius V. 1907. Obsahový rozbor současné angličtiny (Content Analysis of Contemporary English). Bulletin of the Royal Czech Socisty, Prague. 1907-1909.
- Mathesius V. 1975 (original 1909). A Functional Analysis of Present Day English on a General Linguistic Basis. Mouton, The Hague, Paris.
- Mathesius V. 1915 (original 1910). Dějiny literatury anglické I - II (The History of English Literature I - II). Prague.
- Mathesius V. 1911. On potentiality of linguistic phenomena. Bulletin of the Royal Czech Society, Prague.
- Mathesius V. 1928. On linguistic characterology, Actes du Ier Congrès International des Linguistes. pp. 56-63.
- Mathesius V. 1929. Functional Linguistics. Proc. First Congress of Slavists, Prague.
- Mathesius V. 1964 (original 1936). "On some problems of the systematic analysis of grammar" in Travaux du Cercle Linguistique de Prague. volume VI, pp. 95-107
- Mathesius V. 1975 (original 1939). "On information-bearing structure of the sentence Slovo a slovesnost 5." Harvard Univ. Linguistics Dep.: Cambridge, MA.
- Mathesius V. 1947. "Cestina a obecny jazykozpyt" in Soubor stati. Prague: Czechoslovakian Academy of Sciences.
- Mathesius V. 1982. Jazyk, kultura a slovesnost (Language, Culture and Literature). Odeon, Prague.